# United States Postal Service
De United States Postal Service (USPS) is een agentschap van de Amerikaanse overheid dat zich bezighoudt met de bezorging van post.

## Activiteiten
De kerntaak van de USPS is de postbezorging, zowel brieven als pakketten. USPS heeft niet de vrije hand in het vaststellen van de tarieven, tot 1970 stelde het Amerikaanse Congres de tarieven vast en nadien is dit overgenomen door de Postal Regulatory Commission (PRC). Volgens de wet is USPS verplicht een landelijk netwerk te onderhouden voor de postbezorging en zes dagen per week, feestdagen uitgezonderd, post te bezorgen.
De USPS heeft te kampen met een sterke neergang van het aantal verzendingen door de toename van e-mail en andere digitale technieken.  De bezorging van brieven, inclusief geadresseerde en ongeadresseerde reclame en tijdschriften, staat onder neerwaartse druk. Tussen het jaar 2000 en 2022 is het aantal afgeleverde poststukken gehalveerd en dit is maar zeer gedeeltelijk gecompenseerd door het stijgend aantal pakketzendingen. In 2007 werden dagelijks nog 5,5 poststukken per adres afgeleverd en in 2022 was dit nog maar 2,9 stukken, een daling van 47%. De klanten kunnen terecht op ruim 30.000 postkantoren in eigen bezit en vele duizenden die onder contract van USPS diensten aanbieden.
Bij het agentschap werkten zo'n 517.000 mensen in 2022 waarmee het de tweede werkgever is van de VS (na Walmart). Verder telt het nog bijna 120.000 tijdelijke medewerkers.
In het gebroken boekjaar 2022, dat liep van 1 oktober 2021 tot 30 september 2022, werden 127 miljard stukken bezorgd, waarvan 7 miljard pakketten. Het aandeel van de pakketten in de totale omzet ligt veel hoger, op zo'n 40%. De post wordt op ruim 150 miljoen adressen afgeleverd.

### Financieel overzicht
De jaaromzet lag in de periode 2020-2022 gemiddelde op US$ 76 miljard. Veruit de belangrijkste kostenpost voor het bedrijf zijn de personeelskosten, inclusief de pensioenen en gezondheidskosten voor huidige en voormalige medewerkers. De inkomsten zijn onvoldoende om al deze uitgaven de dekken en het bedrijf lijdt al jaren verlies. In 2021 was het verlies US$ 4,9 miljard.
De onderneming had per 30 september 2022 een schuld van US$ 10 miljard, dit is een limiet vastgelegd in een wet. Verder heeft USPS grote verplichtingen uitstaan uit hoofde van ongedekte pensioenaanspraken en bijdragen aan de gezondheidskosten. Deze schulden overtreffen de bezittingen van USPS aanzienlijk, zou het een normaal bedrijf zijn was het failliet. Per 30 september 2021 had het een negatief eigen vermogen van zo'n US$ 76 miljard. Dit is praktisch geen probleem omdat de overheid garant staat.
In het gebroken boekjaar 2022 heeft de overheid ingestemd met een andere regeling voor de gezondheidskosten. Deze kosten komen vanaf dit boekjaar niet langer in rekening van USPS, hierdoor vallen zo'n US$ 5 miljard aan kosten op jaarbasis weg. Verder valt een gerelateerde voorziening vrij van US$ 55 miljard groot. Deze vrijval leidde tot een eenmalige recordwinst van US$ 56 miljard, maar zonder deze bijzondere bate was het verlies zo'n US$ 0,5 miljard.

## Geschiedenis
Wat nu de USPS heet werd opgericht in 1775 door het tweede Continental Congress waarbij de leiding van postbezorging (Postmaster General) in handen kwam van Benjamin Franklin. In 1792 werd het een kabinetsdepartement in de Amerikaanse regering met de naam Post Office Department. In 1901 werden de eerste auto's aangeschaft, en wel van het type Oldsmobile Curved Dash.
Tijdens de Tweede Wereldoorlog kampte de post met een personeelstekort. Veel bezorgers waren in het leger en in mei 1943 begon de post met een cijfercodering per adres, een eerste vorm van postcode, aanvankelijk beperkt tot de grote steden. Adressen kregen een of twee cijfers voor de stad en staat, zodat minder ervaren werknemers de post konden sorteren. Na de oorlog bleef dit systeem gehandhaafd, het werd verder uitgebreid en verbeterd om de groeiende hoeveelheden post te verwerken.
Het duurde tot 1970 totdat de Postal Service een zelfstandige onderneming werd. Ook kreeg het toen de huidige naam.

## Regulering
Op federaal niveau bestaat er wetgeving met bepalingen over postbezorging, de Private Express Statutes. Daarin wordt bepaald wat voor een post andere organisaties en bedrijven mogen bezorgen, buiten de USPS om.
Voor de bezorging van pakketten is de markt open en hier zijn de belangrijkste concurrenten United Parcel Service en FedEx.